# Alyssum sulphureum
Alyssum sulphureum är en korsblommig växtart som beskrevs av Theodore `Ted' Robert Dudley och Hub.-mor. Alyssum sulphureum ingår i släktet stenörter, och familjen korsblommiga växter. Inga underarter finns listade i Catalogue of Life.